# Cnidium dauricum
Cnidium dauricum là một loài thực vật có hoa trong họ Hoa tán. Loài này được (Jacq.) Fisch. & C.A.Mey. mô tả khoa học đầu tiên năm 1836.